# Stegosauria
A Stegosauria, melyre nem hivatalosan stegosaurusokként is utalnak, növényevő dinoszauruszok csoportja, ami a jura és a kora kréta időszakokban létezett, főként az északi félgömbön, a mai Észak-Amerika és Kína területén. A földrajzi eredetük tisztázatlan; a legkorábbi stegosaurusok fosszíliáit Kínában találták meg, azonban töredékes maradványaik Dél-Angliában is felbukkantak.
A Stegosaurus nem, melyről a csoportot elnevezték messze a legismertebb stegosaurus.

## Ősbiológia
A stegosaurusok egy sor különleges csonttal, úgynevezett osteodermekkel rendelkeztek, melyek lemezekké és tüskékké (illetve a kettő közötti átmeneti függelékké) alakulva a háton és a farkon helyezkedtek el.

### Koponya
A fejük jellegzetesen hosszú és keskeny, és egy szaruborítású csőr tartozott hozzá. ami lefedte a felső állcsont elejét (a premaxillát) és az állkapocscsont predentális részét. Ehhez hasonló struktúra látható a teknősöknél és a madaraknál. A Huayangosaurus kivételével az összes későbbi stegosaurus elvesztette a premaxillával szomszédos fogait.

### Testtartás
Valamennyien négy lábon jártak, lábujjaik vége pataszerű volt. A Huayangosaurus után megjelent stegosaurusok mellső lábai rövidebbek voltak a hátsóknál, ami korlátozhatta a sebességüket, a méretük pedig megakadályozhatta, hogy két lábon mozogjanak, így nem lehettek képesek gyors futásra.

## Taxonómia
A Stegosauria nevet eredetileg Othniel Charles Marsh alkotta meg a Reptilia osztály egyik rendjeként 1877-ben, napjainkban azonban általánosan alrendként vagy alrendágként (esetleg egyszerűen kládként) kezelik a páncélos dinoszauruszokat tartalmazó Thyreophora alrenden belül. A csoportba két család tartozik: a Huayangosauridae és a Stegosauridae.
A Huayangosauridae a kora és középső jura időszakban élt korai stegosaurusok családja. A tagjai általában kisebbek voltak a későbbi stegosaurusoknál, a koponyájuk pedig rövidebb és magasabb volt. Jelenleg igazoltan csak a típusnem, a kínai Huayangosaurus tartozik ide, de lehetséges, hogy az Angliából, csupán töredékes maradványok alapján ismert Regnosaurus is a család tagja. A két nem állkapcsa nagyon hasonlít egymásra.
A stegosaurusok nagy többségét, a késő jura és kora kréta időszakok között élt nemeket a Stegosauridae családba sorolják. Ide tartozik a jól ismert Stegosaurus. A család elterjedt, tagjainak maradványai az északi félgömbön és Afrikában egyaránt megtalálhatók.

### Osztályozás

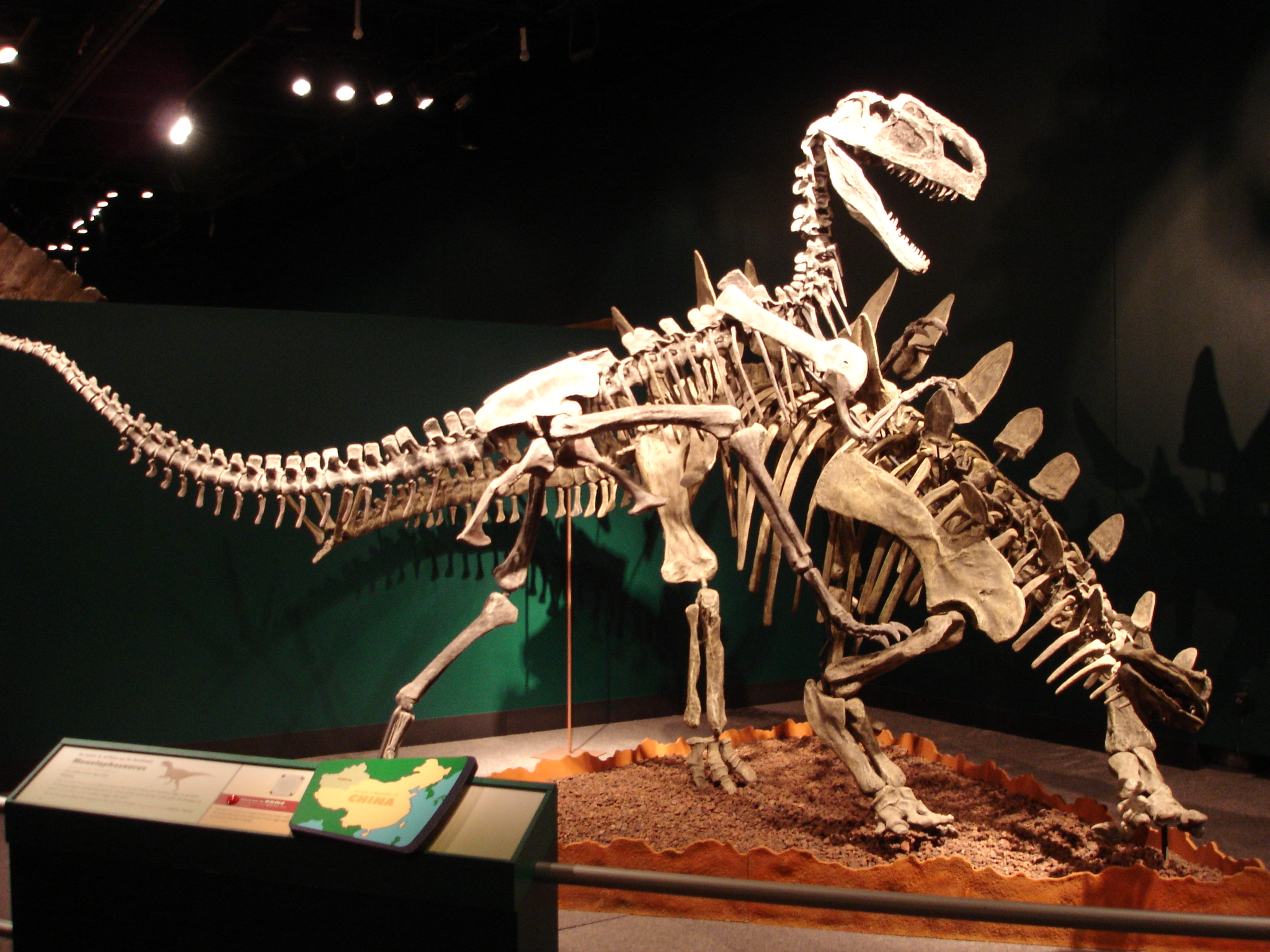
A Tuojiangosaurus és a theropodák közé tartozó Monolophosaurus felállított csontváza a Chicago-i Field Múzeumban

Az alábbi lista a stegosaurus nemeket tartalmazza osztályozásuk és lelőhelyük szerint:
Thyreophora alrend
Stegosauria alrendág
- Gigantspinosaurus
- Huayangosauridae család
  - Huayangosaurus (Szecsuan, Kína)
  -  ?Regnosaurus (Sussex, Egyesült Királyság)
- Stegosauridae család
  - Paranthodon - (Dél-Afrika)
  - Monkonosaurus - (Tibet, Kína)
  - Chungkingosaurus - (Chongqing, Kína)
  - Chialingosaurus - (Szecsuan, Kína)
  - Wuerhosaurus - (Hszincsiang-Ujgur Autonóm Terület, Nyugat-Kína)
  - Hesperosaurus - (Wyoming, USA)
  - Dacentrurus - (Egyesült Királyság, Franciaország és Spanyolország)
  - Miragaia - (Portugália)[3]
  - Stegosaurinae alcsalád
    - Tuojiangosaurus - (Szecsuan, Kína)
    - Kentrosaurus - (Tanzánia, Afrika)
    - Lexovisaurus (=Loricatosaurus)[4] - (Egyesült Királyság és Franciaország)
    - Stegosaurus - (Wyoming, USA)

  - Bizonytalan helyzetűek (incertae sedis)
    -  ?Craterosaurus - (Bedfordshire, Anglia)
    - Jiangjunosaurus - (Xinjiang, Nyugat-Kína)

### Törzsfejlődés
A Természet és Tudomány Denveri Múzeumában (Denver Museum of Nature and Science) dolgozó Kenneth Carpenter a Hesperosaurus 2001-es leírásával együtt közreadta a stegosaurusok előzetes filetikus fáját. Ezen a bazális stegosaurus, a Huayangosaurus külcsoportként (outgroupként) jelenik meg. A Stegosauridae családot ezután olyan csoportként definiálták, ami valamennyi olyan nemet tartalmazza, amely közelebb áll a Stegosaurushoz, mint a Huayangosaurushoz. A Chungkingosaurus helyzete a hiányos adatok miatt bizonytalan.
```
Stegosauria

|--
Huayangosaurus

`--
Stegosauridae

   `--+-?
Chungkingosaurus

      `--+--
Chialingosaurus

         `--+--+--
Wuerhosaurus

            |  `--+--
Dacentrurus

            |     `--
Hesperosaurus

            `--+--
Tuojiangosaurus

               `--+--+--
Kentrosaurus

                  |  `--
Lexovisaurus

                  `--+--
Stegosaurus stenops

                     `--
S. ungulatus
 (=?
S. armatus
)
```

## Leíratlan fajok
Jelenleg számos kínai nem, például a „Changdusaurus” és a „Yingshanosaurus” még nem rendelkezik hivatalos leírással, és annak megjelenéséig nomen nudumnak számít.

## Fordítás
- Ez a szócikk részben vagy egészben  a   Stegosauria című angol Wikipédia-szócikk ezen változatának fordításán alapul.  Az eredeti cikk szerkesztőit annak laptörténete sorolja fel. Ez a jelzés csupán a megfogalmazás eredetét és a szerzői jogokat jelzi, nem szolgál a cikkben szereplő információk forrásmegjelöléseként.